# Deelnemers UEFA-toernooien San Marino
Onderstaande tabel bevat de deelnemers aan de UEFA-toernooien uit San Marino.

## Deelnemers
NB Klikken op de clubnaam geeft een link naar het Wikipedia-artikel over het betreffende toernooi in het betreffende seizoen.
| Seizoen | Champions League    | UEFA Cup                                       |                            |
| ------- | ------------------- | ---------------------------------------------- | -------------------------- |
| 2000/01 |                     | SS Folgore/Falciano                            |                            |
| 2001/02 |                     | SS Cosmos                                      |                            |
| 2002/03 |                     | SP Domagnano                                   |                            |
| 2003/04 |                     | SP Domagnano                                   |                            |
| 2004/05 |                     | SS Pennarossa                                  |                            |
| 2005/06 |                     | SP Domagnano                                   |                            |
| 2006/07 |                     | SS Murata                                      |                            |
| 2007/08 | SS Murata           | AC Libertas                                    |                            |
| 2008/09 | SS Murata           | AC Juvenes/Dogana                              |                            |
| Seizoen | Champions League    | Europa League                                  |                            |
| 2009/10 | SP Tre Fiori        | AC Juvenes/Dogana                              |                            |
| 2010/11 | SP Tre Fiori        | SC Faetano SP Tre Penne                        |                            |
| 2011/12 | SP Tre Fiori        | AC Juvenes/Dogana SP Tre Penne                 |                            |
| 2012/13 | SP Tre Penne        | SP La Fiorita AC Libertas                      |                            |
| 2013/14 | SP Tre Penne        | SP La Fiorita AC Libertas                      |                            |
| 2014/15 | SP La Fiorita       | SS Folgore/Falciano AC Libertas                |                            |
| 2015/16 | SS Folgore/Falciano | AC Juvenes/Dogana SP La Fiorita                |                            |
| 2016/17 | SP Tre Penne        | SS Folgore/Falciano SP La Fiorita              |                            |
| 2017/18 | SP La Fiorita       | SS Folgore/Falciano SP Tre Penne               |                            |
| 2018/19 | SP La Fiorita ->    | SP La Fiorita SS Folgore/Falciano SP Tre Fiori |                            |
| 2019/20 | SP Tre Penne ->     | SP Tre Penne SP La Fiorita SP Tre Fiori        |                            |
| 2020/21 | SP Tre Fiori ->     | SP Tre Fiori SP La Fiorita SP Tre Penne        |                            |
| Seizoen | Champions League    | Europa League                                  | Europa Conference League   |
| 2021/22 | SS Folgore/Falciano | 0                                              | SP La Fiorita SP Tre Penne |

### Deelnames
Aantal seizoenen
10x SP La Fiorita
09x SP Tre Penne
07x SS Folgore/Falciano
06x SP Tre Fiori
04x AC Juvenes/Dogana
04x AC Libertas
03x FC Domagnano
03x SS Murata
01x SS Cosmos
01x SC Faetano
01x SS Pennarossa
Albanië ·
Andorra ·
Armenië ·
Azerbeidzjan ·
België ·
Bosnië en Herzegovina ·
Bulgarije ·
Cyprus ·
Denemarken ·
Duitsland ·
Engeland ·
Estland ·
Faeröer ·
Finland ·
Frankrijk ·
Georgië ·
Gibraltar ·
Griekenland ·
Hongarije ·
Ierland ·
IJsland ·
Israël ·
Italië ·
Kazachstan ·
Kroatië ·
Kosovo ·
Letland ·
Liechtenstein ·
Litouwen ·
Luxemburg ·
Malta ·
Moldavië ·
Montenegro ·
Nederland ·
Noord-Ierland ·
Noord-Macedonië ·
Noorwegen ·
Oekraïne ·
Oostenrijk ·
Polen ·
Portugal ·
Roemenië ·
Rusland ·
San Marino ·
Schotland ·
Servië ·
Slovenië ·
Slowakije ·
Spanje ·
Tsjechië ·
Turkije ·
Wales ·
Wit-Rusland ·
Zweden ·
Zwitserland

Historie:
DDR ·
Joegoslavië ·
Saarland ·
Sovjet-Unie ·
Tsjecho-Slowakije